# Faschina Straße
Die Faschina Straße (L 193) ist eine Landesstraße in Österreich. Sie ist 38,6 km lang und führt von Nüziders an der Ill nach Au an der Bregenzer Ach. Ein Großteil der Strecke verläuft durch das Große Walsertal. Benannt ist die Landesstraße nach dem Faschinajoch, dem mit 1486 m ü. A. höchsten Punkt der Strecke.

## Geschichte
Der Streckenabschnitt zwischen Rankweil und Satteins wurde durch das Landesgesetz vom 11. Juli 1875 zur Konkurrenzstraße erklärt. In der österreichischen Rechtssprache bezeichnet Konkurrenz die gemeinsame Finanzierung eines Projektes durch verschiedene Institutionen, von denen jede einen gesetzlich festgelegten Prozentsatz der Instandhaltungskosten übernimmt. In diesem Fall übernahm
- die Gemeinde Rankweil 50 %
- die Gemeinde Satteins 40 %
- die Gemeinde Göfis 10 %

der in den Folgejahren entstandenen Bau- und Unterhaltskosten.
Ab 1908 gewährte das österreichische Ministerium für Öffentliche Arbeiten einen jährlichen Zuschuss in Höhe von 8.750 Kronen für den Bau einer Straße von Sonntag nach Fontanella.
Die Faschina Straße gehörte vom 1. September 1971 bis zur Übertragung ins Landesstraßennetz am 1. April 2002 zum Netz der Bundesstraßen in Österreich.